# Sestra obtusata
Sestra obtusata là một loài bướm đêm trong họ Geometridae.